# Bibliothèque de Maunula
La bibliothèque de Maunula (finnois : Maunulan kirjasto) est une bibliothèque de la section Maunula du quartier d'Oulunkylä à Helsinki en Finlande,,.

## Présentation
La bibliothèque de Maunula a été fondée en 1957.  
La bibliothèque fonctionne dans le bâtiment polyvalent Maunula depuis sa mise en service en décembre 2016. 
Le principal concepteur du bâtiment connu sous le nom de Maunula-talo est l'architecte Mikko Summanen du cabinet d'architectes K2S,.
Le bâtiment polyvalent offre des installations pour plusieurs services de la ville d'Helsinki. 
En plus de la bibliothèque, le bâtiment de trois étages abrite un centre de jeunesse, un institut des travailleurs, des services culturels et le café Månsas Deli, qui emploie des jeunes,
Les parkings et les ascenseurs du bâtiment sont en partie partagés avec le bâtiment commercial associé (Metsäpurontie 2, dont le S-market).

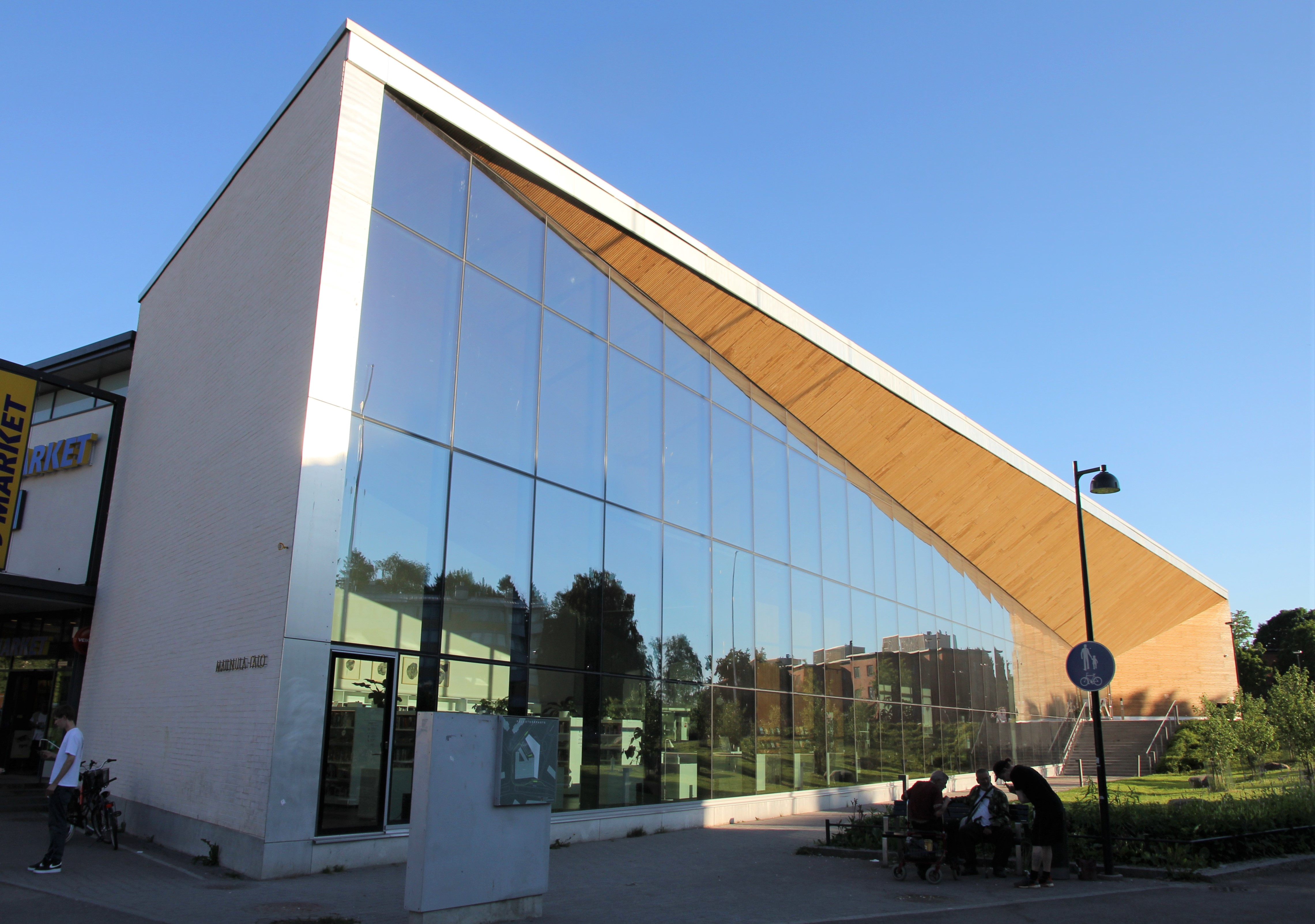
La bibliothèque de Maunula et la façade de la Maunula-talo.
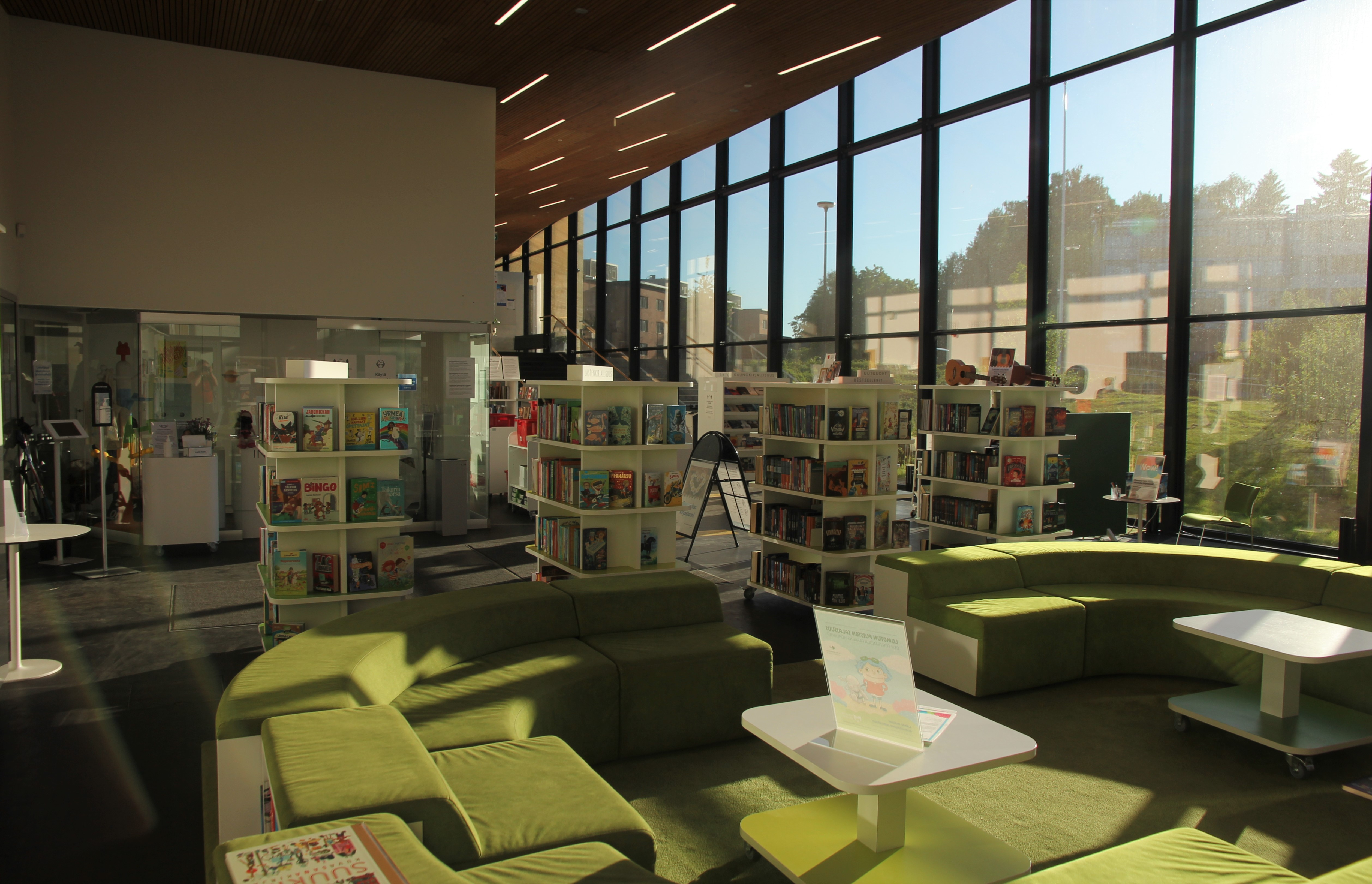
Entrée de la bibliothèque .
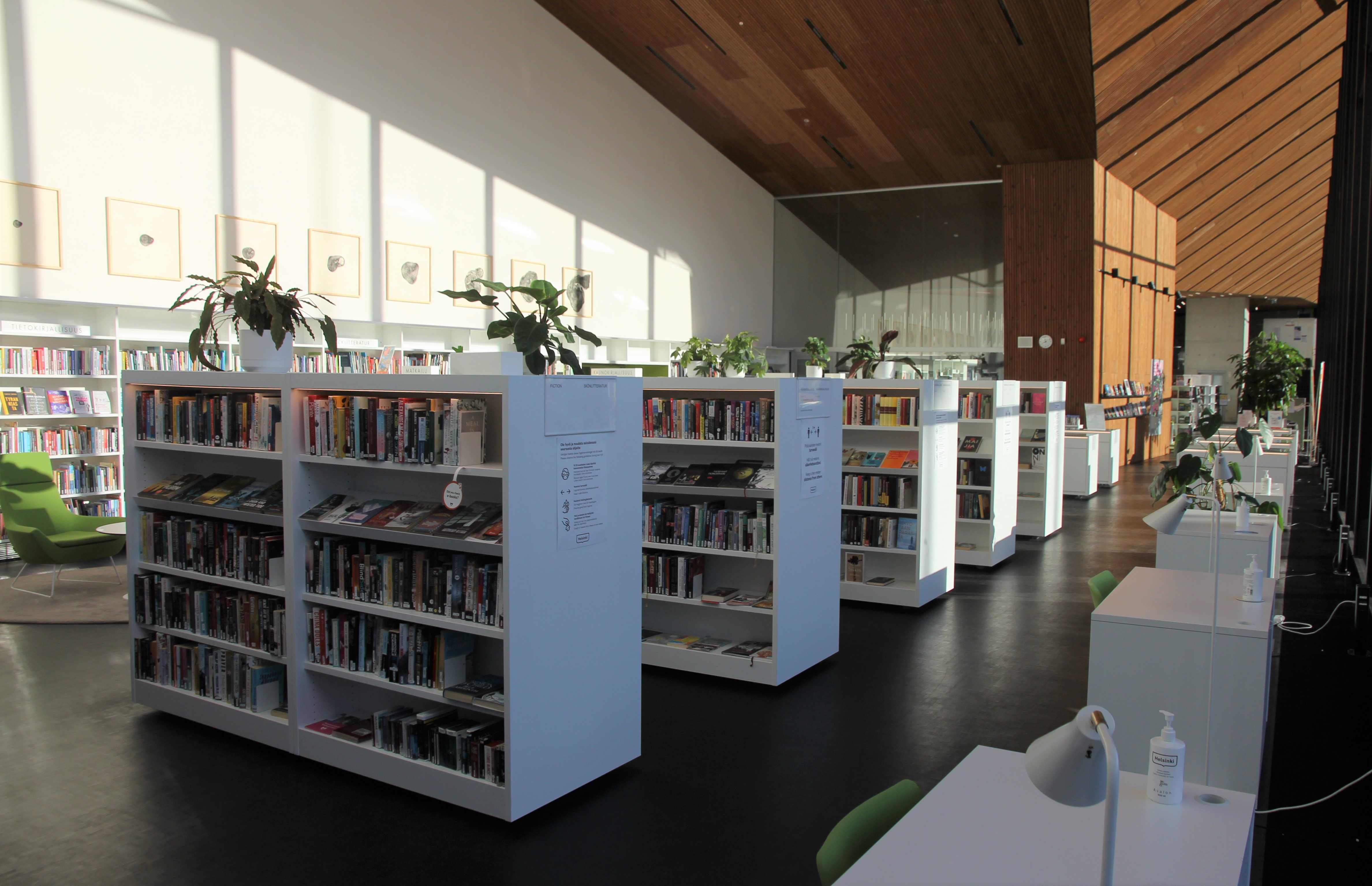
Les étagères de la bibliothèque.

## Groupement Helmet de bibliothèques
La bibliothèque de Lumo fait partie du groupement Helmet, qui est un groupement de bibliothèques municipales d'Espoo, d'Helsinki, de Kauniainen et de Vantaa ayant une liste de collections commune et des règles d'utilisation communes.